# Serge Gainsbourg

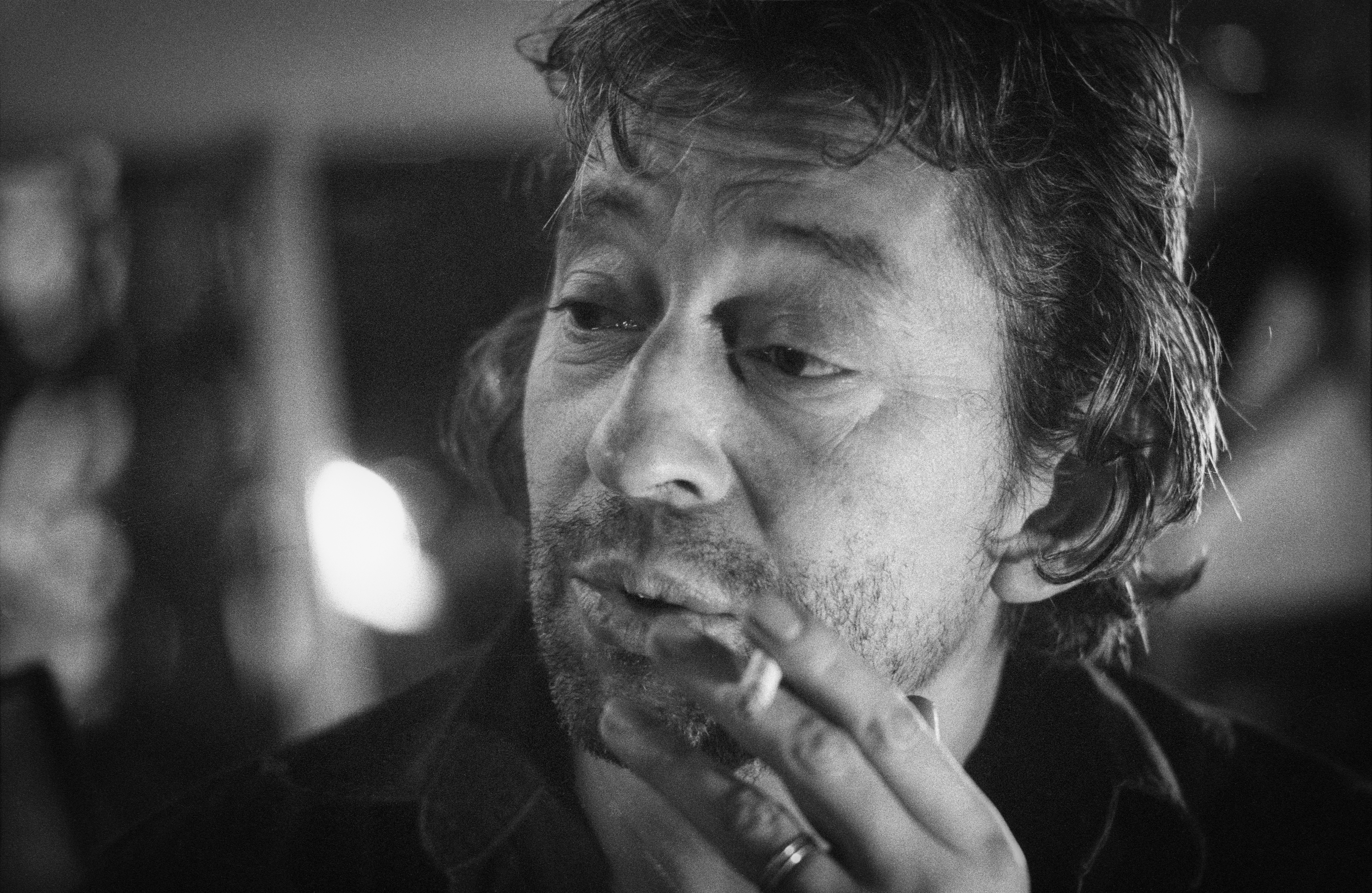
Serge Gainsbourg (1981)

Serge Gainsbourg [sɛʁʒ gɛ̃zˈbur] (* 2. April 1928 als Lucien Ginsburg in Paris; † 2. März 1991 ebenda) war ein französischer Chansonnier, Filmschauspieler, Komponist und Schriftsteller. Über seinen Tod hinaus gilt er in Frankreich als einer der einflussreichsten und kreativsten Singer-Songwriter (französisch auteur-compositeur-interprète) seiner Epoche.
Gainsbourg beeinflusste maßgeblich die französische Popmusik, aber auch Kino und Literatur. Er schrieb die Drehbücher und die Filmmusik für mehr als vierzig Filme. Er trat in der Öffentlichkeit häufig provokativ auf und pflegte das Bild des genialen Künstlers. Europaweite Bekanntheit durch vordere Plätze in den Charts erreichte er 1969 mit dem Lied Je t’aime … moi non plus in der Version mit Jane Birkin als Duettpartnerin.

## Kindheit und Jugend
Lucien Ginsburg, der sich später Serge Gainsbourg nannte, wurde als Sohn ukrainisch-jüdischer Immigranten geboren: Sein Vater, Joseph (Iossip) Ginsburg, wurde 1898 in Charkiw in der Ukraine (Russisches Kaiserreich) geboren. Er interessierte sich für bildende Kunst und studierte am Konservatorium Klavier. Luciens Mutter war die Sängerin Olga Besman, gebürtig von der Krim. 1919 flohen Joseph und Olga Ginsburg vor den Bolschewiki über Istanbul nach Marseille und gingen von dort nach Paris. 1922 bekam das Paar einen ersten Sohn, Marcel, der im Alter von sechzehn Monaten starb, und 1926 eine Tochter, Jacqueline; 1928 schließlich die Zwillinge Liliane und Lucien. Am 19. Juni 1932 wurden Joseph, Lucien und Liliane Franzosen.
Joseph Ginsburg arbeitete als Pianist in Bars und Kabaretts, die Familie wohnte in einfachen Stadtvierteln. Lucien erhielt von seinem Vater eine klassische Klavierausbildung. Dieser versuchte zudem, seinen Sohn für die Malerei zu interessieren. Seine Kameraden hänselten Lucien in der Grundschulzeit, indem sie ihn Ginette nannten, weil er schüchtern war und angeblich aussah wie ein Mädchen. Bereits 1940 schrieb sich Lucien an der Académie de Montmartre ein und nahm unter anderem Unterricht bei den Postimpressionisten Charles Camoin und Jean Puy.
Nach dem Waffenstillstand von Compiègne (1940) und der deutschen Besetzung Frankreichs im Zweiten Weltkrieg waren die Ginsburgs direkt von antisemitischer Verfolgung durch das Vichy-Regime bedroht. Dieses hatte am 3. Oktober 1940 die gesetzliche Grundlage für die Diskriminierung und Ausgrenzung der Juden geschaffen und ließ durch eine Sonderkommission alle Personen überprüfen, die seit 1927 Franzosen geworden waren. Am 18. Juni 1943 wurden die Ginsburgs durch diese Kommission zu „Israeliten ohne nationales Interesse“ erklärt. Die Familie befand sich da bereits auf der Flucht und lebte mit falschen Papieren unter dem Namen Guimbard an verschiedenen Orten, zuletzt seit Januar 1944 in dem Weiler „Le Petit Vedeix“ (Lage) bei Saint-Cyr (Haute-Vienne). Die Schwestern Jacqueline und Liliane wurden in der L'Ècole du Sacré-Cœur in Limoges versteckt, Lucien wurde Internatsschüler am Collège von Saint-Léonard-de-Noblat. Die Situation war so bedrohlich, dass sich der sechzehnjährige Lucien eines Tages für drei Tage und Nächte im Wald verstecken musste, weil eine Überprüfung der Schule durch die Vichy-Miliz bevorstand, die nach jüdischen Kindern fahndete, und sein Vater Joseph wurde noch am 22. Juni 1944 in Limoges zur Fahndung ausgeschrieben. Serge Gainsbourg allerdings hatte offenbar lebenslang ein zwiespältiges Verhältnis zum Limousin und liebte und hasste diese Region, in der er und seine Familie während des Krieges Zuflucht gefunden hatten.
Gainsbourg war ab 1942 gezwungen, den Judenstern zu tragen und bezeichnete sich rückblickend auf seine frühen Jahre als „trauriges, ernstes Kind“. Seine Erinnerungen an die Zeit der Verfolgung hat er 1975 auf der LP Rock Around the Bunker verarbeitet, einem Konzeptalbum, in dem er sich mit der Besetzung Frankreichs durch die Deutschen im Zweiten Weltkrieg, seiner jüdischen Herkunft und seinen Erfahrungen mit der SS auseinandersetzte. In dem dazugehörigen Song Yellow Star heißt es in der letzten Strophe:

„Ich habe den Gelben Stern bekommen,
Ich trage den Gelben Stern,
Schwierig für einen Juden,
Das Gesetz des Überlebenskampfes,
Wenn es den Gelben Stern gibt, Gelber Stern“

Nach dem Krieg kehrte die Familie nach Paris zurück. Im Anschluss an sein Abitur begann Gainsbourg ein Hochschulstudium, erwarb aber keinen Abschluss. Der 19-Jährige hatte wenige Freunde, pflegte aber einen intensiven Kontakt mit einem alten katalanischen Poeten, der in Clichy wohnte und sich Puig i Ferrara nannte. In den Jahren 1948/1949 leistete er seinen Wehrdienst im 93e régiment d’infanterie. Etwa zu dieser Zeit lernte er seine erste Frau, Elisabeth Levitsky, kennen, die für Georges Hugnet als Sekretärin arbeitete, in Surrealistenkreisen verkehrte und auch Mannequin war. Sie machte Lucien mit Salvador Dalí bekannt. Gainsbourg und sie heirateten am 3. November 1951 und ließen sich im Oktober 1957 scheiden.

## Karriere
Bis zum Alter von 30 Jahren lebte Gainsbourg von Gelegenheitsarbeiten und kleinen Aufträgen. Er gab Zeichen- und Gesangsunterricht. Seine Hauptbeschäftigung war die Malerei. Er bewunderte Francis Bacon, Fernand Léger und Gustave Courbet. Bei André Lhote und Fernand Léger lernte er malen, mit Salvador Dalí war er befreundet. Erst Boris Vian führte ihn 1958 zum Chanson.
Im Jahr 1957 begleitete Gainsbourg die Sängerin Michèle Arnaud auf dem Klavier während mehrerer Auftritte in Pariser Nachtklubs. Die Künstlerin sang auch Chansons, die Gainsbourg geschrieben hatte, und nahm 1958 einige auf Schallplatte auf. Durch diesen Erfolg beflügelt, komponierte Gainsbourg weitere Chansons und eine Revue. Er verfasste Lieder für etliche Sänger und Sängerinnen. 1965 gewann France Gall mit Poupée de cire, poupée de son den Grand Prix Eurovision de la chanson (Eurovision Song Contest). Dies machte Gainsbourg auch bei den jungen Yéyé-Fans, den Anhängern der französischen Beatmusik, populär und förderte seine Karriere als Interpret, da er sich ab 1966 zunehmend auf Popmusik verlegte und so einem breiteren, vor allem jüngeren Publikum gefiel.
Seinen größten Erfolg als Interpret feierte er im Duett mit Jane Birkin, mit der er 1969 Je t’aime … moi non plus aufnahm. Das Lied empörte Moralisten über die Grenzen Frankreichs hinaus bis hin zur vatikanischen Zeitung Osservatore Romano, die den darin simulierten Orgasmus als „beschämende Obszönität“ bezeichnete. Gainsbourg hatte das Lied bereits zuvor mit Brigitte Bardot aufgenommen, doch wurde diese Version nicht veröffentlicht, da Bardot sie aus Rücksicht auf ihre Ehe mit Gunter Sachs als zu gewagt empfand und Gainsbourg bat, sie unter Verschluss zu halten. Erst 1986 willigte sie ein, die Aufnahme zu veröffentlichen. Der Skandal und der Erfolg von Je t’aime… moi non plus veranlassten Gainsbourg 1971 dazu, ein weiteres erotisches Lied, La décadanse, herauszubringen, abermals im Duett mit Birkin.
Im Konzeptalbum Histoire de Melody Nelson erzählt Serge Gainsbourg die Geschichte der 15-jährigen Melody, gespielt und gesungen von Jane Birkin, die von einem Mann, Gainsbourg, im Rolls-Royce angefahren wird (Ballade de Melody Nelson). Er verliebt sich in das junge Mädchen (Valse de Melody), verbringt mit ihr seine schönste Zeit (L’Hôtel particulier) und verliert sie schließlich bei einem Flugzeugabsturz (Cargo culte). Das kaum 28 Minuten lange Album, das Gainsbourg zusammen mit dem Musiker und Arrangeur Jean-Claude Vannier komponierte, wurde auch verfilmt.
Nach einem Herzinfarkt im Jahr 1973 brachte Gainsbourg noch mehrere Konzeptalben heraus. 1975 erschien Rock Around the Bunker, 1976 folgte mit L’Homme à tête de chou eine surrealistische Liebesgeschichte, in der die Frau schließlich getötet wird, während ihr Liebhaber und Mörder in einer geschlossenen Anstalt endet.

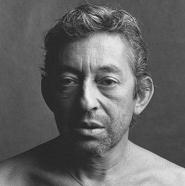
Serge Gainsbourg

Musikalisch neue Wege beschritt Gainsbourg 1979 mit seiner Hinwendung zum Reggae. Mit Musikern der Band Black Uhuru und Bob Marleys Begleitsängerinnen, den I-Threes, nahm er in Kingston (Jamaika) das Album Aux armes et cætera auf. Als Skandal empfanden viele Franzosen dabei seine Reggaeversion ihrer Nationalhymne, La Marseillaise, die er 1979 als Single Aux armes et cætera veröffentlichte.
Ebenfalls 1979 ging Serge Gainsbourg erstmals seit 1963 wieder auf Tournee. Berühmtheit erlangte sein Auftritt in Straßburg 1980, bei dem zahlreiche Fallschirmjäger der französischen Armee ihn davon abhalten wollten, seine Reggae-Marseillaise zu spielen. Gainsbourg trat ohne seine Musiker auf die Bühne und sang mit dem Publikum a cappella das Original. 1985 und 1988 folgten weitere Tourneen.
Ende der 1970er Jahre schuf Gainsbourg sich ein Alter Ego namens Gainsbarre, den Raucher und Trinker, den er in seinem Lied Ecce Homo beschrieb. Gainsbarre bildete einen Gegenpol zum zeitlebens von Selbstzweifeln geprägten Gainsbourg. Gainsbarre ergriff in den 1980er Jahren zunehmend Besitz von Gainsbourg, der nun mehrfach wegen Alkoholismus im Krankenhaus behandelt werden musste.
Von Oktober 2008 bis März 2009 widmete die Pariser Cité de la musique Gainsbourg eine Ausstellung, in der erstmals auch Stücke aus dem Privatbesitz seiner Tochter, Charlotte Gainsbourg, zu sehen waren, darunter u. a. das Manuskript der Marseillaise, das Serge Gainsbourg 1981 ersteigert hatte, sowie die Plastik L’Homme à tête de chou, die ihn zu seinem Album inspiriert hatte.

### Provokationen und Skandale
- Die 18-jährige France Gall sang 1966 das Lied Les sucettes, das von einem Mädchen und ihrem Dauerlutscher handelt, aber auch als Beschreibung von Oralverkehr verstanden werden konnte. Die Sängerin betonte im Nachhinein, sie habe die Doppeldeutigkeit des Liedes nicht erkannt, sonst hätte sie es nie gesungen.[10]
- Das Duett Je t’aime … moi non plus mit Jane Birkin wurde teilweise gestöhnt statt gesungen. Es wurde auf den Index der Rundfunkstationen gesetzt und sorgte für kontroverse Diskussionen.[11]
- Dreißig Jahre nach dem Ende des Zweiten Weltkriegs veröffentlichte Gainsbourg Rock Around the Bunker, ein Album, das Nazis mit Rockmusik verknüpfte und mit Titeln wie Nazi Rock und SS in Uruguay provozierte.
- 1979 sang Gainsbourg die französische Nationalhymne als Reggae, was viele Franzosen empörte. Die folgende Tournee war von Drohungen und Boykottaufrufen überschattet.
- 1980 veröffentlichte Gainsbourg die Novelle Evguénie Sokolov (deutsch Die Kunst des Furzens), eine frivole Künstlervita, die am Beispiel eines im Sterben liegenden Malers Fluch und Segen des Genies nachzeichnet.
- Aus Protest gegen die französischen Steuergesetze verbrannte Gainsbourg 1984 im französischen Fernsehen einen 500-Franc-Schein, eine strafbare Handlung, die zudem die Empörung vieler weniger Begüterter hervorrief.
- Mit seiner damals dreizehnjährigen Tochter Charlotte sang Gainsbourg 1984 das Duett Lemon Incest, ein Lied mit zweideutigen Texten über die Beziehung zwischen Vater und Tochter. Im dazugehörigen Video liegt Charlotte mit einem Hemd und einem Slip bekleidet im Bett, während Vater Serge mit nacktem Oberkörper posiert.
- Schlagzeilen machte der Film Charlotte for Ever. Gainsbourg war nicht nur Autor, sondern auch Regisseur und Hauptdarsteller des Films.
- In der von Michel Drucker moderierten französischen Fernsehshow Champs-Elysées bekundete der alkoholisierte Gainsbourg nach einem Auftritt Whitney Houstons im Jahr 1986 vor der Sängerin auf Englisch: „I said I want to fuck her!“[12][13]

## Musik
Gainsbourg begann seine Laufbahn als Begleitmusiker, der Klavier und Gitarre spielte. Die erste Veröffentlichung unter seinem Namen erfolgte im Jahr 1958 unter dem Titel Du chant à la une !…. Diese Schallplatte war kommerziell zunächst kaum erfolgreich, enthielt jedoch Le poinçonneur des Lilas über einen Fahrkartenschaffner der Pariser Metro, das sich dem Publikum als Evergreen einprägte.
In der Folgezeit war Gainsbourg vor allem als Komponist und Texter gefragt, weniger als Interpret. Vor allem seine Komposition La javanaise, gesungen von Juliette Gréco, später auch von Jacques Brel und ihm selbst, machte eine breitere Öffentlichkeit auf ihn aufmerksam und wurde eines seiner bekanntesten Chansons. Seine vom Jazz beeinflusste Phase der frühen 1960er Jahre fand ihren Höhepunkt und Abschluss in der Langspielplatte Gainsbourg confidentiel (1963). 1964 brachte er auf Gainsbourg percussions teils afrikanische Rhythmen, u. a. das vielfach gecoverte Stück Couleur café. Dieses Album ist stark von Babatunde Olatunjis LP Drums of Passion (1959) beeinflusst; zwei Stücke, Joanna und New York – U.S.A., sind ohne Quellennennung, wenn auch mit neuem französischem Text, von Olatunji übernommen worden.
Gainsbourgs Durchbruch als Interpret markierte schließlich das Pop-Album Initials B. B. (1968), auf dem neben dem gleichnamigen Hit auch Bonnie and Clyde, ein Duett mit Brigitte Bardot, sowie das verspielte Comic Strip enthalten sind. Hier kam auch seine Vorliebe für klassische Musik zum Tragen. Initials B. B. beruht im Refrain auf einer Passage aus Antonín Dvořáks Sinfonie Nr. 9 Aus der Neuen Welt.
Es gelang Serge Gainsbourg bis zum Ende seines Lebens immer wieder, verschiedene musikalische Richtungen in sein Werk einzubinden und weiterzuentwickeln. Neben der Klassik, z. B. in dem gemeinsam mit seiner Tochter Charlotte gesungenen Stück Lemon Incest (1984), das auf einer Étude von Chopin beruht, brachte Gainsbourg Jazz-, z. B. Gainsbourg confidentiel (1964), Pop-, z. B. Jane Birkin Serge Gainsbourg (1969), Reggae-, z. B. Aux armes et cætera (1979) und Mauvaises nouvelles des étoiles (1981), und Rock-Alben, z. B. Rock Around the Bunker (1975), „klassische“ französische Chansons, z. B. La javanaise (1963), Disco-Songs, z. B. Sea Sex and Sun (1978), Konzeptalben wie Histoire de Melody Nelson (1971) und L’Homme à tête de chou (1976) sowie zahlreiche erotische Lieder, z. B. Je t’aime … moi non plus (1969), La décadanse (1971) und Love on the Beat (1984), heraus. Sein musikalischer Stil lässt sich daher nicht eingrenzen. Gemeinsam sind all seinen Liedern ausdrucksstarke Texte, die sich oft durch meisterhafte Wort- und Lautspiele, eindringliche Bilder, unerwartete Wendungen und teils provokante Äußerungen auszeichnen.
Zahlreiche Lieder Gainsbourgs behandeln den Tod von Frauen. In Cargo Culte (1971) bringen südamerikanische Ureinwohner mit kultischen Handlungen ein Flugzeug zum Absturz, in dem die Geliebte umkommt, La noyée (1972) behandelt genau wie Sorry Angel (1984) den Selbstmord, wobei die (Mit-)Schuld des Erzähler-Ichs in La noyée implizit, in Sorry Angel explizit thematisiert wird. In den Liedern Meurtre à l’extincteur und Marilou sous la neige aus der Langspielplatte L’Homme à tête de chou (1976) wird die Frau schließlich von ihrem eifersüchtigen Geliebten mit dem Feuerlöscher ermordet.

## Filme
Gainsbourg spielte in zahlreichen Filmen mit, die von recht unterschiedlicher Qualität sind. Mit Jane Birkin spielte er 1969 in Slogan von Pierre Grimblat, weitere gemeinsame Filme wie Cannabis (dt. Engel der Gewalt) folgten. Letzterer war ganz auf das „Traumpaar“ Birkin/Gainsbourg zugeschnitten.
Interessanter als solche Auftritte sind seine eigenen Regiearbeiten und vor allem seine Filmmusik-Kompositionen. Seine Filme Je t’aime (1976) und Charlotte Forever (1986) tragen autobiografische Züge und gelten, obwohl kommerziell erfolglos, als herausragende Werke des französischen Kunstkinos, die sich bei aller inhaltlichen Diskussionswürdigkeit durch ihre ästhetische Gestaltung auszeichnen.
Erfolg hatte Gainsbourg seit 1960 als Komponist von Filmmusik. Zwischen 1960 und 1985 steuerte er zu 27 Filmen den Soundtrack bei. Zahlreiche seiner bekanntesten Titel stammen aus Filmen, so L’Eau à la bouche (1960) aus dem gleichnamigen Film, Ne dis rien (1968) im Duett mit Anna Karina aus dem Film Anna, Requiem pour un con (1967) aus dem Film Le Pacha mit Jean Gabin sowie Manon (1968) aus dem Film Manon 70.
Im Jahr 2010 kam der Spielfilm Gainsbourg – Der Mann, der die Frauen liebte (Originaltitel: Gainsbourg (vie héroïque)) von Joann Sfar in die Kinos. Dieser folgt weitgehend dem Leben Gainsbourgs, ohne Anspruch auf ein reales Porträt des Künstlers zu erheben, und wartet mit surrealistischen Elementen auf. Die Titelrolle übernahm Éric Elmosnino, der für seine Darstellung den französischen Filmpreis César gewann. In weiteren Rollen treten Lucy Gordon als Jane Birkin, Laetitia Casta als Brigitte Bardot und Anna Mouglalis als Juliette Gréco auf.

## Privatleben

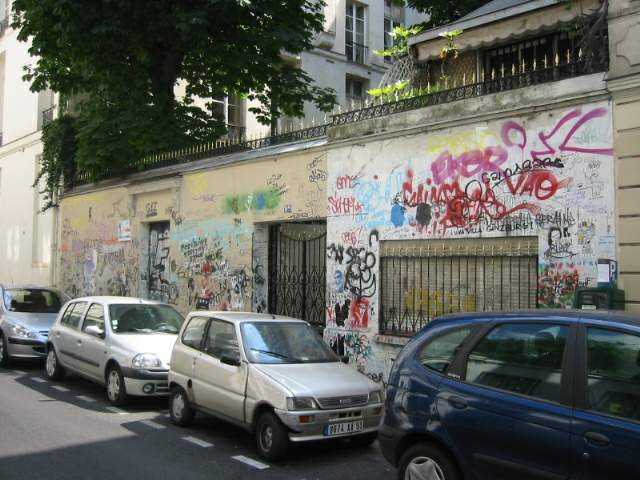
Eingang zu Serge Gainsbourgs Haus in der Rue de Verneuil im Stadtteil Saint-Germain-des-Prés in Paris

Serge Gainsbourg, dem zahlreiche Beziehungen zu Frauen des französischen Showgeschäfts nachgesagt wurden, war zweimal verheiratet und hatte vier Kinder von drei verschiedenen Frauen.
1951 heiratete er Elisabeth Levitsky, die Tochter eines emigrierten russischen Aristokraten. Die Ehe hielt bis 1957 und blieb kinderlos.
1964 heiratete Gainsbourg Françoise-Antoinette Pancrazzi, genannt Béatrice. Aus dieser Beziehung stammen eine Tochter, Natacha (* 1964), und ein Sohn, Paul (* 1968). Die Ehe wurde bereits 1966 geschieden.
1968 lernte Gainsbourg die englische Schauspielerin Jane Birkin kennen. Sie wurden 1969 ein Liebespaar und lebten bis 1980 zusammen. Ihre gemeinsame Tochter, Charlotte Gainsbourg, wurde 1971 geboren und wuchs mit Kate Barry, Birkins Tochter aus erster Ehe, auf.
Sein letztgeborener Sohn, Lucien Gainsbourg, genannt Lulu, kam 1986 auf die Welt. Seine Mutter ist die französische Sängerin Bambou (eigentlich Caroline Paulus, Großnichte des Generalfeldmarschalls Friedrich Paulus).

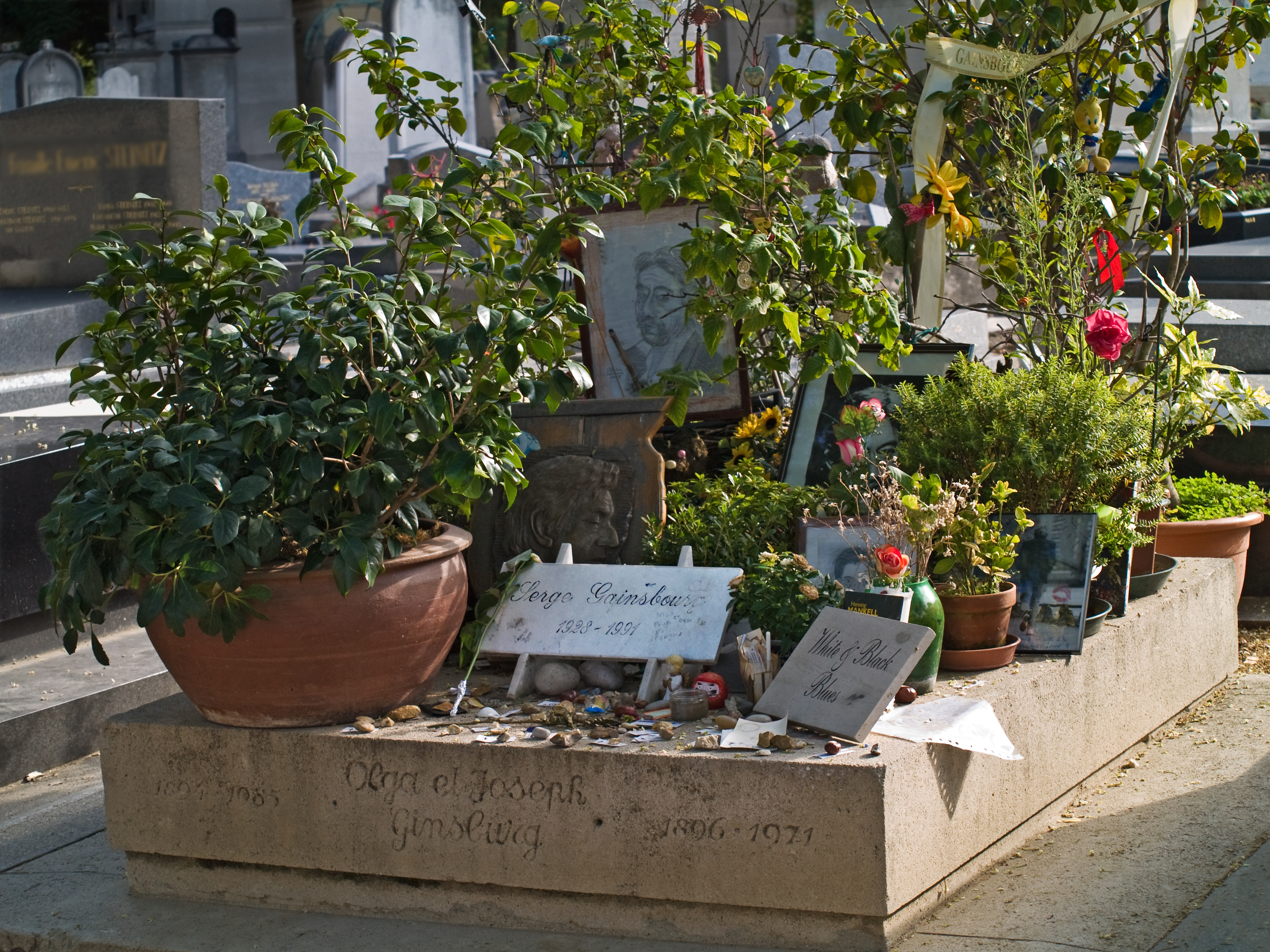
Grabstätte von Serge Gainsbourg auf dem Cimetière Montparnasse in Paris

Gainsbourg, der zeitlebens ein starker Raucher und in seinen letzten Lebensjahren bei öffentlichen Auftritten oft angetrunken war, starb am 2. März 1991 an einem Herzinfarkt. Er wurde unter großer öffentlicher Anteilnahme auf dem Friedhof Montparnasse in Paris neben seinen Eltern beigesetzt. Sein Grab zählt zu den meistbesuchten und wird regelmäßig mit Blumen, Gedichten und Bildern geschmückt. Seine Fans dekorieren es auch mit Zigaretten, vorzugsweise Gainsbourgs Lieblingsmarke Gitanes, Metro-Fahrkarten (in Anspielung auf sein Lied Le poinçonneur des Lilas) und Whiskygläsern.
Seit dem 20. September 2023 kann das über 20 Jahre lang von Gainsbourg bewohnte „Maison Gainsbourg“ in der Rue de Verneuil besucht werden. Charlotte Gainsbourg hatte in einem Interview gegenüber Vogue geäußert, sie habe das Haus in dem Zustand belassen wollen, wie es zum Zeitpunkt des Todes ihres Vaters war – „Je voulais que l’endroit reste intact“.

## Widmungen
Serge Gainsbourg ist der Name einer ihm gewidmeten Station der zur Métro Paris gehörenden Linie 11. Sie liegt im Pariser Vorort Les Lilas, den er mit seiner Komposition Le Poinçonneur des Lilas (Der Fahrkartenknipser von Lilas) thematisiert hatte. Die Verwaltung wird dort zudem eine Bronzestatue nach seinem Ebenbild aufstellen.

## Diskografie

### Studioalben
| Jahr | Titel                           | Höchstplatzierung, Gesamtwochen, AuszeichnungChartplatzierungen (Jahr, Titel, Platzierungen, Wochen, Auszeichnungen, Anmerkungen) | Höchstplatzierung, Gesamtwochen, AuszeichnungChartplatzierungen (Jahr, Titel, Platzierungen, Wochen, Auszeichnungen, Anmerkungen) | Höchstplatzierung, Gesamtwochen, AuszeichnungChartplatzierungen (Jahr, Titel, Platzierungen, Wochen, Auszeichnungen, Anmerkungen) | Anmerkungen                                                                           |
| Jahr | Titel                           | FR | BEW | CH | Anmerkungen                                                                           |
| ---- | ------------------------------- | --- | --- | --- | ------------------------------------------------------------------------------------- |
| 1958 | Du chant à la une! …            | FR137 Gold · (1 Wo.)FR | — | — | Charteinstieg in FR erst 2001                                                         |
| 1969 | Jane Birkin – Serge Gainsbourg  | FR128 Gold · (2 Wo.)FR | — | — | Charteinstieg in FR erst 2016 mit Jane Birkin                                         |
| 1971 | Histoire de Melody Nelson       | FR56 Gold · (13 Wo.)FR | BEW199 (1 Wo.)BEW | — | Charteinstieg in FR erst 2001, in Belgien erst 2021                                   |
| 1976 | L’homme à tête de chou          | FR85 Gold · (5 Wo.)FR | BEW29 (2 Wo.)BEW | — | Charteinstieg in FR erst 2001, in Belgien erst 2022                                   |
| 1979 | Aux armes et caetera            | FR29 Platin · (23 Wo.)FR | — | — | Charteinstieg in FR erst 2001 mit den Revolutionaries aufgenommen                     |
| 1981 | Mauvaises nouvelles des étoiles | FR47 Gold · (11 Wo.)FR | — | — | Charteinstieg in FR erst 2003 mit Bob Marleys Backgroundband den I-Threes aufgenommen |
| 1984 | Love on the Beat                | FR— PlatinFR | BEW119 (1 Wo.)BEW | — | Charteinstieg in Belgien erst 2022                                                    |

grau schraffiert: keine Chartdaten aus diesem Jahr verfügbar
Weitere Studioalben
- No. 2 (1959)
- L’étonnant Serge Gainsbourg (1961)
- No. 4 (1962)
- Gainsbourg confidentiel (1963)
- Gainsbourg percussions (1964)
- Initials B. B. (1968)
- Vu de l’extérieur (1973)
- Rock around the Bunker (1975)
- You’re Under Arrest (1987, FR: Platin)

### Livealben
| Jahr | Titel                                      | Höchstplatzierung, Gesamtwochen, AuszeichnungChartplatzierungen (Jahr, Titel, Platzierungen, Wochen, Auszeichnungen, Anmerkungen) | Höchstplatzierung, Gesamtwochen, AuszeichnungChartplatzierungen (Jahr, Titel, Platzierungen, Wochen, Auszeichnungen, Anmerkungen) | Höchstplatzierung, Gesamtwochen, AuszeichnungChartplatzierungen (Jahr, Titel, Platzierungen, Wochen, Auszeichnungen, Anmerkungen) | Anmerkungen                                                    |
| Jahr | Titel                                      | FR | BEW | CH | Anmerkungen                                                    |
| ---- | ------------------------------------------ | --- | --- | --- | -------------------------------------------------------------- |
| 2001 | Théâtre des Capucines                      | FR141 (1 Wo.)FR | — | — | Erstveröffentlichung: 1963                                     |
| 2006 | Gainsbourg et cætera – Live au Palace      | FR50 (8 Wo.)FR | — | — |                                                                |
| 2015 | Gainsbourg Live                            | FR136 (1 Wo.)FR | BEW77 (4 Wo.)BEW | — | Erstveröffentlichung: 1986 aufgenommen 1985 im Casino de Paris |
| 2020 | Enregistrement public au Théâtre Le Palace | — | BEW58 (4 Wo.)BEW | — | Erstveröffentlichung: 1980                                     |
| 2021 | Le Zénith de Gainsbourg                    | FR84 ×2Doppelplatin · (1 Wo.)FR                                                                                                   | BEW30 (2 Wo.)BEW | — | Erstveröffentlichung: 1989 aufgenommen 1988 im Zénith in Paris |

### Kompilationen
| Jahr | Titel                                                     | Höchstplatzierung, Gesamtwochen, AuszeichnungChartplatzierungen (Jahr, Titel, Platzierungen, Wochen, Auszeichnungen, Anmerkungen) | Höchstplatzierung, Gesamtwochen, AuszeichnungChartplatzierungen (Jahr, Titel, Platzierungen, Wochen, Auszeichnungen, Anmerkungen) | Höchstplatzierung, Gesamtwochen, AuszeichnungChartplatzierungen (Jahr, Titel, Platzierungen, Wochen, Auszeichnungen, Anmerkungen) | Anmerkungen                                                                                              |
| Jahr | Titel                                                     | FR | BEW | CH | Anmerkungen                                                                                              |
| ---- | --------------------------------------------------------- | --- | --- | --- | --- |
| 1991 | De Gainsbourg à Gainsbarre                                | FR171 ×2Doppelgold · (1 Wo.)FR | BEW9 (11 Wo.)BEW | — | Charteinstieg in Belgien erst 1995, in FR erst 2016 2 CDs                                                |
| 1997 | Comic Strip                                               | FR63 (19 Wo.)FR | — | — | Charteinstieg in FR erst 2009 Pop-Kompilation                                                            |
| 1998 | Classé X – Les 20 chansons les plus "sexe" de Gainsbourg  | — | BEW16 (5 Wo.)BEW | — | Kompilation erotischer Lieder                                                                            |
| 2001 | Gainsbourg … Forever                                      | — | BEW6 (18 Wo.)BEW | CH71 (8 Wo.)CH | Box mit allen 16 Studioalben, zahlreichen Bonustracks und der CD Inédits mit unveröffentlichtem Material |
| 2006 | Les 100 plus belles chansons                              | — | BEW31 (16 Wo.)BEW | CH57 (4 Wo.)CH | |
| 2007 | Les 50 plus belles chansons                               | — | BEW173 (1 Wo.)BEW | — | Charteinstieg in Belgien erst 2014                                                                       |
| 2010 | Gainsbourg (vie héroïque)                                 | FR44 (9 Wo.)FR | BEW44 (6 Wo.)BEW | — | Soundtrack                                                                                               |
| 2011 | Best of Gainsbourg – Comme un boomerang                   | FR3 Gold · (18 Wo.)FR | BEW4 (28 Wo.)BEW | CH49 (4 Wo.)CH | |
| 2011 | Gainsbourg – Intégrale 20ème anniversaire                 | FR53 (2 Wo.)FR | BEW29 (16 Wo.)BEW | — | |
| 2015 | Le cinéma de Serge Gainsbourg                             | FR120 (1 Wo.)FR | — | — | |
| 2016 | London Paris 1963-1971                                    | — | BEW49 (8 Wo.)BEW | — | |
| 2016 | Gainsbourg & Co                                           | FR47 (6 Wo.)FR | BEW32 (16 Wo.)BEW | — | |
| 2016 | Gainsbourg in Jazz                                        | — | BEW132 (1 Wo.)BEW | — | |
| 2016 | Serge Gainsbourg & Friends                                | — | BEW168 (1 Wo.)BEW | — | |
| 2018 | 90 séquences                                              | — | BEW77 (4 Wo.)BEW | — | |
| 2018 | Intoxicated Man                                           | — | BEW185 (1 Wo.)BEW | — | |
| 2019 | En studio avec Serge Gainsbourg                           | FR158 (1 Wo.)FR | BEW86 (5 Wo.)BEW | — | |
| 2021 | L’album de sa vie                                         | FR19 (26 Wo.)FR | — | — | |
| 2021 | Intégrale des énregistrements studio, volume 2: 1971–1987 | — | BEW168 (1 Wo.)BEW | — | |

grau schraffiert: keine Chartdaten aus diesem Jahr verfügbar
Weitere Kompilationen
- Du jazz dans le ravin (1997, Jazz-Kompilation)
- Couleur Café (1997, Kompilation seiner Lieder mit afrikanischen und lateinamerikanischen Rhythmen)
- D’autres nouvelles des étoiles (2005, 2 DVDs mit viel unveröffentlichtem Film- und Song-Material)
- Monsieur Gainsbourg Revisited (2006, auf Englisch gesungene Kompilation namhafter Künstler wie Franz Ferdinand, Marianne Faithfull, Jarvis Cocker u. a.)
- Mister Melody (2006, 4 CDs)
- A son meilleur – Essential Collection (2012, 2 CDs)

### Singles (Auswahl)
| Jahr | Titel Album                                                | Höchstplatzierung, Gesamtwochen, AuszeichnungChartplatzierungen (Jahr, Titel, Album, Platzierungen, Wochen, Auszeichnungen, Anmerkungen) | Höchstplatzierung, Gesamtwochen, AuszeichnungChartplatzierungen (Jahr, Titel, Album, Platzierungen, Wochen, Auszeichnungen, Anmerkungen) | Höchstplatzierung, Gesamtwochen, AuszeichnungChartplatzierungen (Jahr, Titel, Album, Platzierungen, Wochen, Auszeichnungen, Anmerkungen) | Höchstplatzierung, Gesamtwochen, AuszeichnungChartplatzierungen (Jahr, Titel, Album, Platzierungen, Wochen, Auszeichnungen, Anmerkungen) | Höchstplatzierung, Gesamtwochen, AuszeichnungChartplatzierungen (Jahr, Titel, Album, Platzierungen, Wochen, Auszeichnungen, Anmerkungen) | Höchstplatzierung, Gesamtwochen, AuszeichnungChartplatzierungen (Jahr, Titel, Album, Platzierungen, Wochen, Auszeichnungen, Anmerkungen) | Anmerkungen                   |
| Jahr | Titel Album                                                | FR | DE | AT | CH | UK | US | Anmerkungen                   |
| ---- | ---------------------------------------------------------- | --- | --- | --- | --- | --- | --- | ----------------------------- |
| 1962 | La javanaise                                               | FR87 (1 Wo.)FR | — | — | — | — | — | Charteinstieg in FR erst 2011 |
| 1967 | Initials B. B.                                             | FR93 (1 Wo.)FR | — | — | — | — | — | Charteinstieg in FR erst 2011 |
| 1969 | Je t’aime … moi non plus Jane Birkin – Serge Gainsbourg    | — | DE3 (28 Wo.)DE | AT1 (24 Wo.)AT | CH1 (17 Wo.)CH | UK2 (20 Wo.)UK | US58 (10 Wo.)US | mit Jane Birkin               |
| 1969 | Mister Freedom                                             | FR80 (1 Wo.)FR | — | — | — | — | — | Charteinstieg in FR erst 2009 |
| 1970 | La horse                                                   | FR94 (2 Wo.)FR | — | — | — | — | — | Charteinstieg in FR erst 2009 |
| 1973 | Je suis venu te dire que je m’en vais Vu de l’extérieur    | FR73 (2 Wo.)FR | — | — | — | — | — | Charteinstieg in FR erst 2011 |
| 1985 | Lemon Incest Love on the beat                              | FR2 Silber · (18 Wo.)FR | — | — | — | — | — | mit Charlotte Gainsbourg      |
| 1987 | You’re Under Arrest                                        | FR47 (5 Wo.)FR | — | — | — | — | — |                               |
| 1988 | Aux enfants de la chance You’re Under Arrest               | FR35 (9 Wo.)FR | — | — | — | — | — |                               |
| 1991 | Requiem pour un con –                                      | FR8 (8 Wo.)FR | — | — | — | — | — |                               |
| 1991 | Le Pacha –                                                 | FR49 (6 Wo.)FR | — | — | — | — | — | Charteinstieg in FR erst 2010 |
| 1995 | Élisa –                                                    | FR36 (5 Wo.)FR | — | — | — | — | — |                               |
| 2011 | Comme un boomerang Best of Gainsbourg – Comme un boomerang | FR40 (2 Wo.)FR | — | — | — | — | — |                               |

grau schraffiert: keine Chartdaten aus diesem Jahr verfügbar

### Filmmusik/Soundtracks (Auswahl)
- 1960: L’Eau à la bouche, Filmsoundtrack
- 1960: Les Loups dans la Bergerie, Filmsoundtrack
- 1963: Strip-tease, Filmsoundtrack
- 1963: Comment Trouvez-Vous Ma Soeur?, Filmsoundtrack
- 1966: Vidocq, TV-Filmsoundtrack
- 1966: Les cœurs vertes, TV-Filmsoundtrack
- 1966: Le Jardinier D’Argenteuil, TV-Filmsoundtrack
- 1967: Anna, TV-Filmsoundtrack
- 1967: Toutes Folles De Lui, TV-Filmsoundtrack
- 1967: Si j’étais un espion, TV-Filmsoundtrack
- 1967: L’Horizon, TV-Filmsoundtrack
- 1968: Manon 70, Filmsoundtrack
- 1968: Ce Sacré Grand-Père, Filmsoundtrack
- 1968: Der Bulle (Le Pacha), Filmsoundtrack
- 1969: Mister Freedom, Filmsoundtrack
- 1969: Slogan, Filmsoundtrack
- 1969: La Horse, Filmsoundtrack
- 1969: Un Petit Garçon Nommé Charlie Brown, Filmsoundtrack
- 1970: Cannabis, Filmsoundtrack
- 1972: Sex-Shop, Filmsoundtrack
- 1976: Je t’aime… moi non plus, Filmsoundtrack
- 1977: Goodbye Emmanuelle, Filmsoundtrack
- 1980: Je vous aime, Filmsoundtrack
- 1985: Tenue de soirée, Filmsoundtrack
- 2001: Le cinéma de Gainsbourg, 3-CD-Kompilation

## Sängerinnen und Sänger, für die er Lieder verfasste
- Isabelle Adjani: Pull Marine
- Elisabeth Anais: Mon père un catholique
- Michèle Arnaud: La Femme des uns sous le corps des autres; Les Papillons Noirs
- Isabelle Aubret: Il n’y a plus d'abonné au numéro que vous avez demandé
- Brigitte Bardot: Je t’aime … moi non plus; Bonnie and Clyde; Harley Davidson; Comic-Strip
- Minouche Barelli: Boum badaboum
- Alain Bashung: acht Lieder vom Album Play blessures
- Bijou: Betty Jane Rose
- Jane Birkin: Duett mit Serge Gainsbourg: Je t’aime … moi non plus, 69 année érotique, La Décadanse und Solo: Jane B., Ballade de Johnny-Jane, Ex-fan des sixties, Baby alone in Babylone;
- Alain Chamfort: Joujou à la casse; Manureva
- Petula Clark: La Gadoue; Les Incorruptibles
- Pia Colombo: Défense d’afficher;
- Dalida: Je préfère naturellement;
- Mireille Darc: La Cavaleuse;
- Catherine Deneuve: Dieu est un fumeur de havanes
- Diane Dufresne: Suicide
- Jacques Dutronc: Les Roses Fanées
- Marianne Faithfull: Hier ou demain;
- Charlotte Gainsbourg: Lemon Incest (Duett mit Serge Gainsbourg);
- France Gall: Poupée de cire, poupée de son; Les sucettes; Laisse tomber les filles; N'écoute pas les idoles; Baby Pop; Attends ou va-t'en; Nous ne sommes pas des anges; Teenie Weenie Boppie
- Juliette Gréco: Accordéon; La Javanaise
- Françoise Hardy: Comment te dire adieu; L’Anamour
- Zizi Jeanmaire: Bloody Jack;
- Anna Karina: Sous le soleil exactement; Roller Girl; Ne dis rien
- Valérie Lagrange: La Guérilla;
- Viktor Lazlo: Amour puissance six;
- Lisette Malidor: Y’a bon;
- Michèle Mercier: La Fille qui fait tchic-ti-tchic;
- Nana Mouskouri: Les Yeux pour pleurer;
- Vanessa Paradis: Dis-lui toi que je t’aime; Tandem;
- Régine: Les P’tits papiers;
- Catherine Sauvage: Baudelaire;
- Stone: Buffalo Bill;
- Joëlle Ursull: White And Black Blues;
- Marie-Blanche Vergne: Au risque de te déplaire;

u. a.

## Auszeichnungen für Musikverkäufe
| Goldene Schallplatte - Frankreich - 1983: für das Album Grandes Chansons - 2006: für das Album Les Cent Plus Belles Chansons 2× Goldene Schallplatte - Frankreich - 1998: für das Album Master Série – Vol. 2 - 1998: für das Album Master Série – Vol. 3 | Platin-Schallplatte - Frankreich - 1990: für das Album Live - 1995: für das Album Master Série – Vol. 1 |

Anmerkung: Auszeichnungen in Ländern aus den Charttabellen bzw. Chartboxen sind in ebendiesen zu finden.
| Land/RegionAuszeichnungen für Musikverkäufe (Land/Region, Auszeichnungen, Verkäufe, Quellen) | Silber  | Gold       | Platin     | Verkäufe  | Quellen                     |
| -------------------------------------------------------------------------------------------- | ------- | ---------- | ---------- | --------- | --------------------------- |
| Frankreich (SNEP)                                                                            | Silber1 | 14× Gold14 | 7× Platin7 | 3.365.000 | infodisc.fr snepmusique.com |
| Insgesamt                                                                                    | Silber1 | 14× Gold14 | 7× Platin7 |           |                             |

## Filmografie (Auswahl)
- 1960: Die Sklaven Roms (La rivolta degli schiavi)
- 1961: Herkules im Netz der Cleopatra (Sansone)
- 1962: Samson, Befreier der Versklavten (La furia di Ercole)
- 1966: Blüten, Gauner und die Nacht von Nizza (Le jardinier d’Argenteuil)
- 1967: Anna
- 1968: Hemmungslose Manon (Manon 70)
- 1969: Slogan
- 1969: Erotissimo
- 1970: Cannabis – Engel der Gewalt (Cannabis)
- 1970: Der Erbarmungslose (La horse)
- 1973: Sieben Tote in den Augen der Katze (La morte negli occhi del gatto)
- 1976: Je t’aime (Je t’aime moi non plus)
- 1980: Die Männer, die ich liebte (Je vous aime)
- 1983: Équateur
- 1985: Clip für das Lied (Lemon Incest)
- 1986: Charlotte for Ever
- 1990: Stan the Flasher

## Publikationen
- Serge Gainsbourg:  Drei Variationen für ein Sonett. In: Jacques Bourboulon: Mädchen natürlich. Sonette von Serge Gainsbourg. Swan Verlag, Kehl am Rhein 1980, ISBN 3-88230-014-0.
- Serge Gainsbourg: Die Kunst des Furzens. Das Explosive Leben des Evguénie Sokolov. Popa Verlag, München 1985, ISBN 3-442-08662-0.
- Serge Gainsbourg: Pensées, provocs et autres volutes. Le Cherche Midi, Paris 2006, ISBN 2-7491-0497-1 (französisch).